# Hambach, Grand Est
Hambach är en kommun i departementet Moselle i regionen Grand Est (tidigare regionen Lorraine) i nordöstra Frankrike. Kommunen ligger i kantonen Sarreguemines-Campagne som tillhör arrondissementet Sarreguemines. År 2022 hade Hambach 2 787 invånare.

## Befolkningsutveckling
Antalet invånare i kommunen Hambach
| Referens: INSEE |